# کلیسای نردیتسا

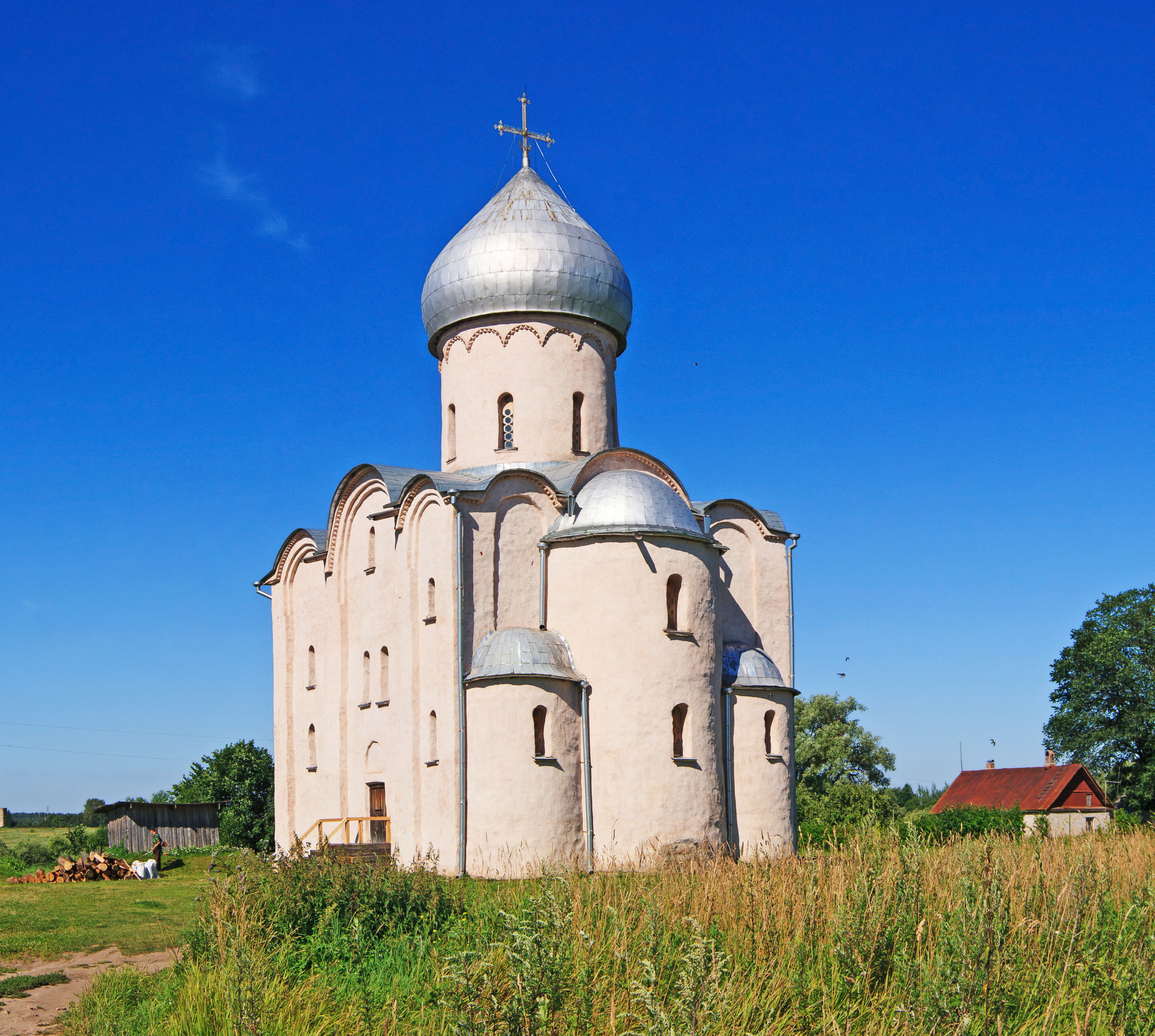
کلیسای اسپاس-نردیتسا در سال ۲۰۱۴

کلیسای ناجی در تپه نردیتسا نزدیک نووگورود (روسی: церковь Спаса на Нередице, Tserkov Spasa na Nereditse) یک کلیسای ارتدکس قرن دوازدهمی است که به جشن تجلی عیسی اختصاص داده شده است.
این کلیسا که در سال ۱۱۹۸ تقدیس شد، به دلیل وضعیت خارق‌العادهٔ حفظ شدهٔ بیرونی و مجموعهٔ نقاشی‌های دیواری پیش‌مغولی در امپراتوری روسیه مشهور جهانی شد. در طی جنگ جهانی دوم به عنوان هدف آتش توپخانه انتخاب شد و به خرابه تبدیل گردید.
بازسازی پس از جنگ کلیسای نردیتسه به عنوان بخشی از شیء ۶۰۴ آثار تاریخی نووگورود و مناطق اطراف در فهرست سایت‌های میراث جهانی قرار دارد. این ساختمان به عنوان یک اثر معماری با اهمیت فدرال تعیین شده است.